# ناوریس میزیس

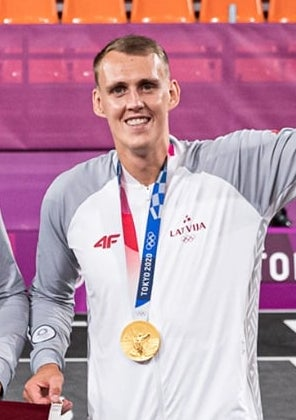
مدال آوران المپیک لتونی 2021

ناوریس میزیس (لتونیایی: Nauris Miezis؛ زادهٔ ۳۱ مارس ۱۹۹۱) بازیکن بسکتبال اهل لتونی است.
وی در مسابقات کشوری و بین‌المللی در مجموع برندهٔ ۲ مدال طلا، ۲ مدال نقره شده‌است.